# トゥルク市立美術館
トゥルク美術館（トゥルクびじゅつかん、fi: Turun taidemuseo、sv: ÅboKonstmuseum）はトゥルクにある美術館で1904年開館、アテネウムに次ぐフィンランドで2番目に古い美術館である。 

## 収蔵品
2階建ての館内は1階に国内外の現代アーティストを中心に特別展を行い、常設展示には2階を使う。1880年代から1910年の時期の作品はアクセリ・ガッレン＝カッレラ、ヒューゴ・シンベリ、アルベルト・エデルフェルトに代表される。

## 建築

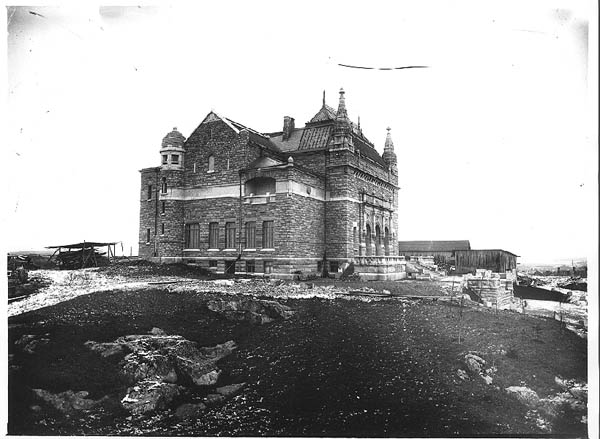
20世紀初頭の外観、裏側
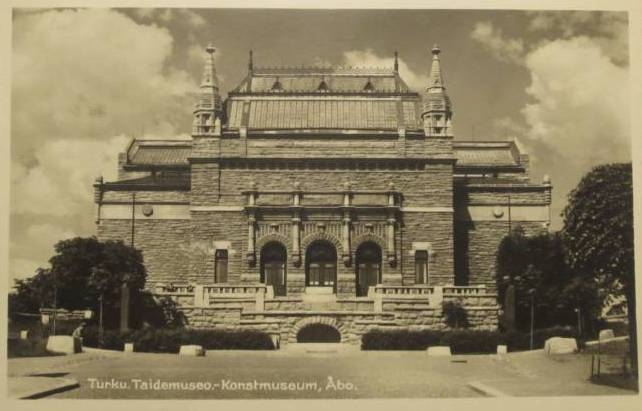
1930年代の外観
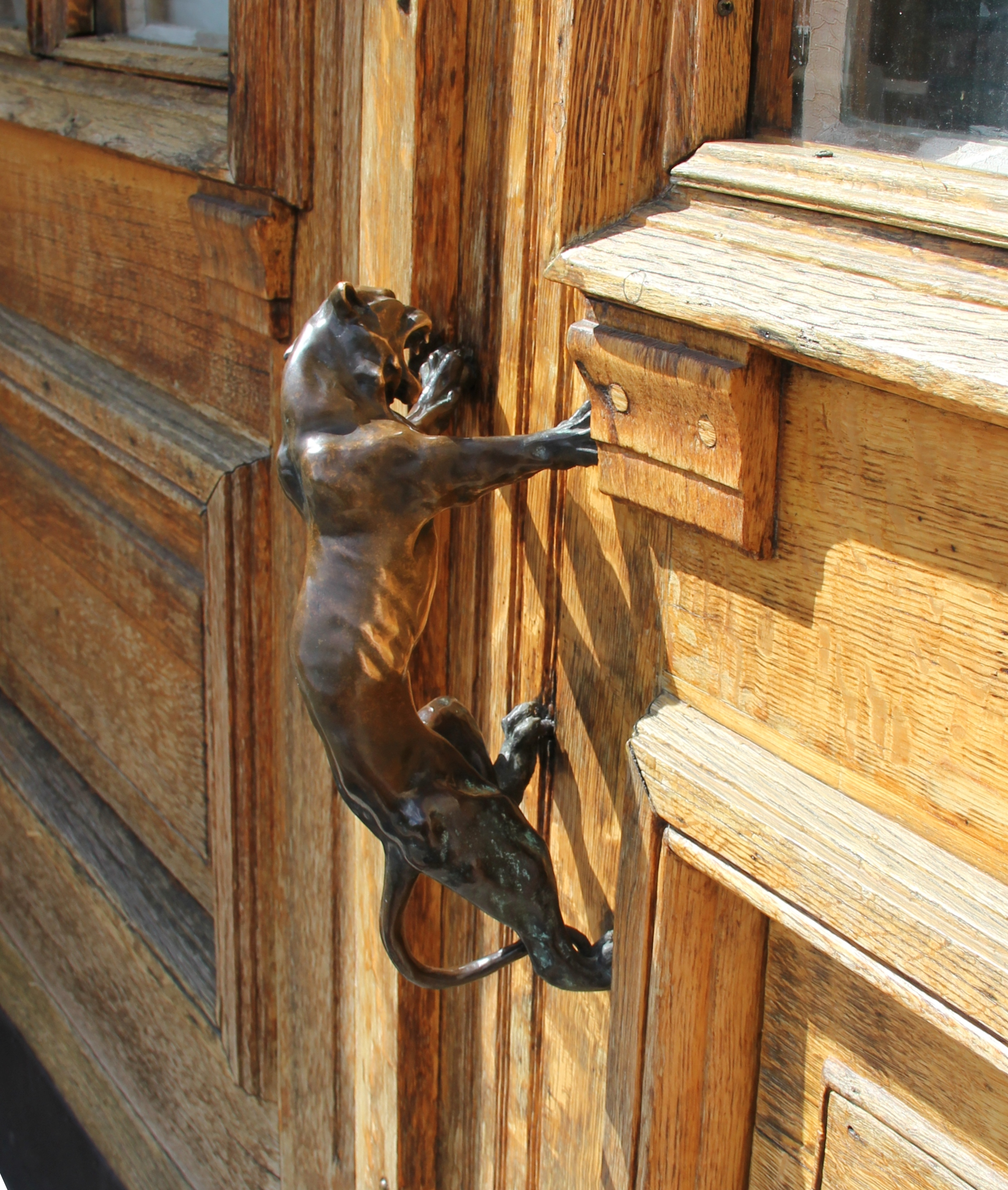
正面扉のハンドル
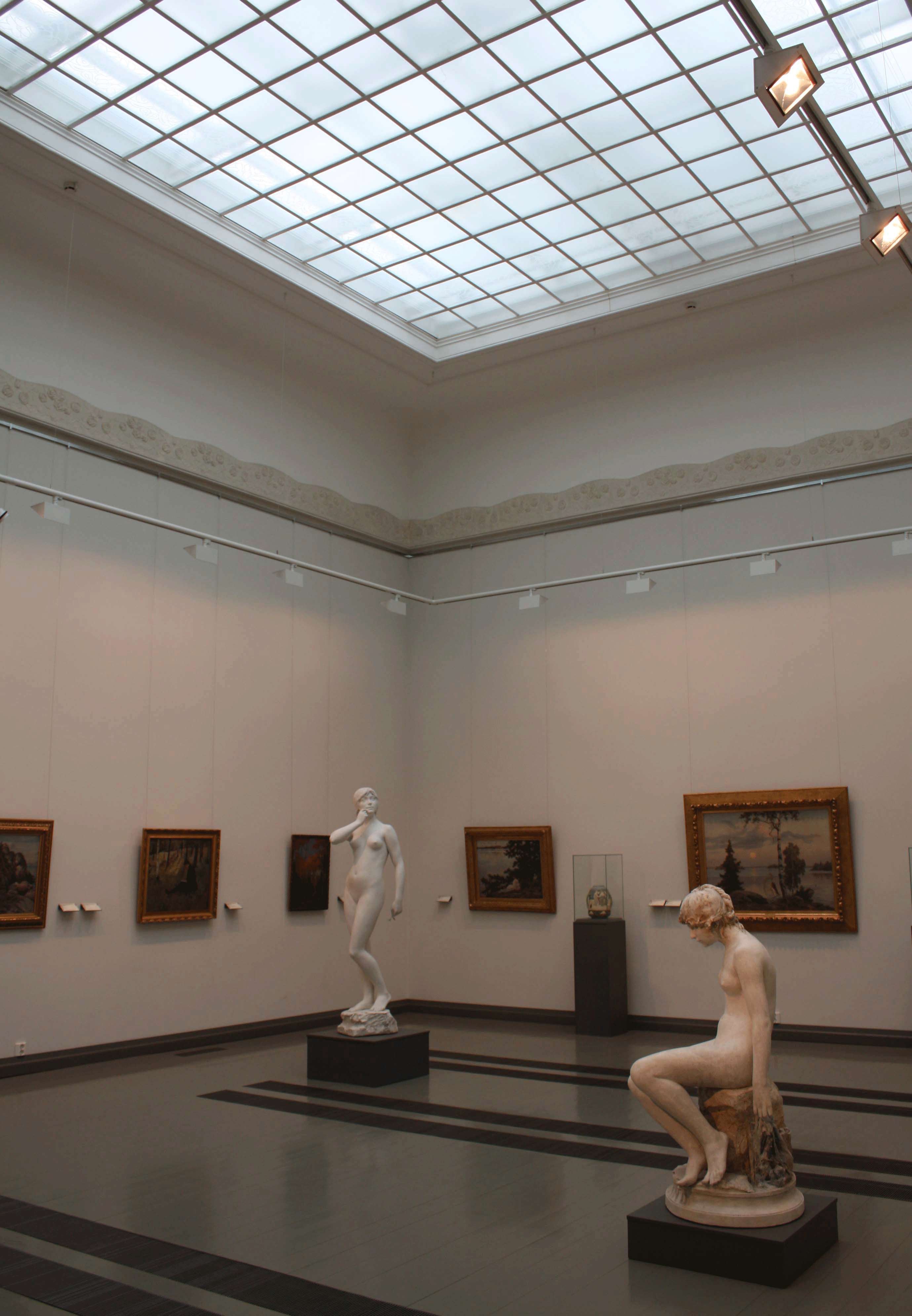
展示室
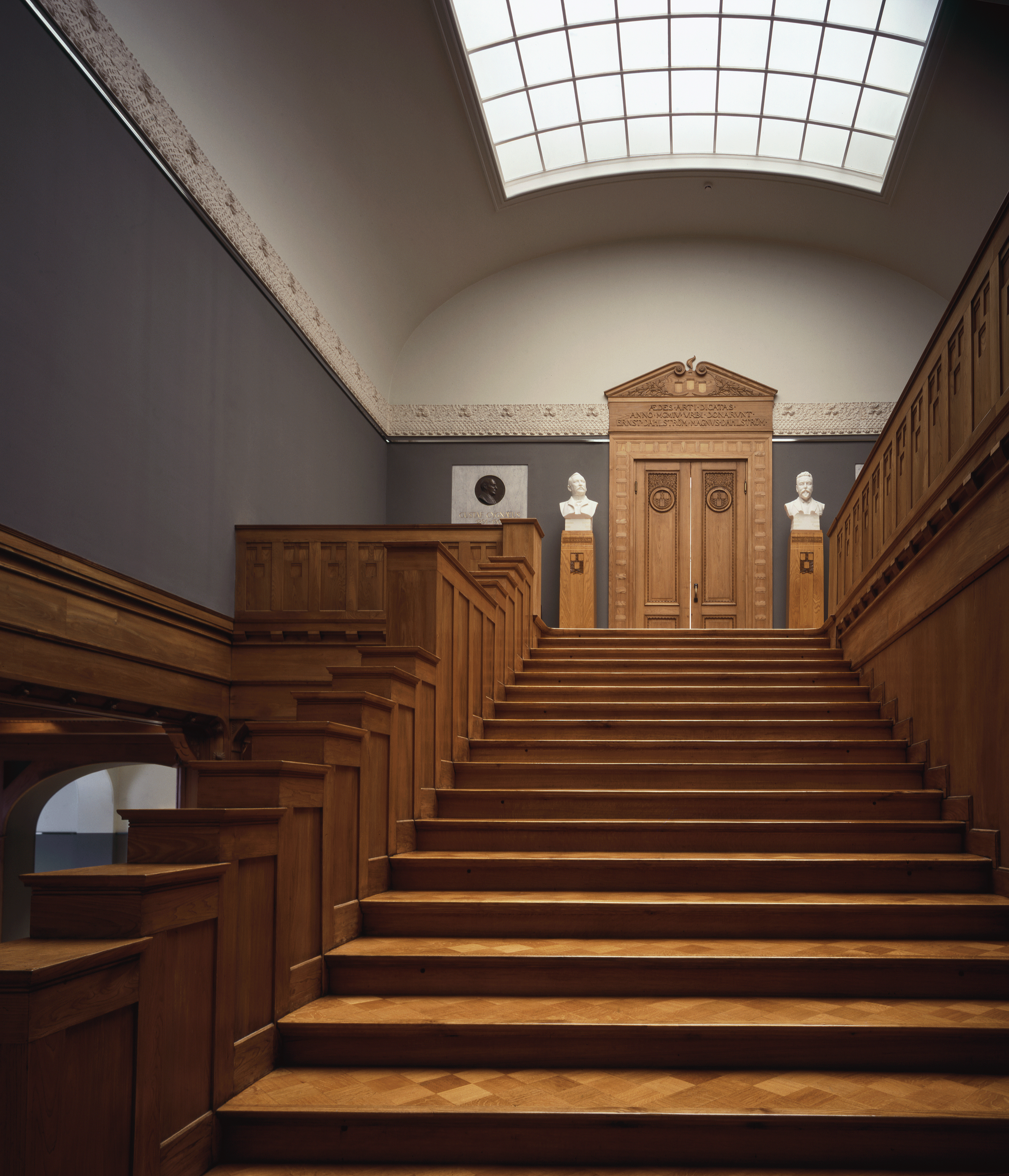
屋内階段

## 公園
建物を取り巻くプオララ公園計画 (Puolalanpuisto) が提案されると小さなネオロマネスク様式の庭園を1898年から1909年にかけて造営する。今日、市民に人気の公園には地域に自生するさまざまな植物が生えている。 

## フィンランドの主な収蔵作家
- アクセリ・ガッレン＝カッレラ
- フェルディナンド・フォン・ライト
- ヒューゴ・シンベリ
- アルベルト・エデルフェルト

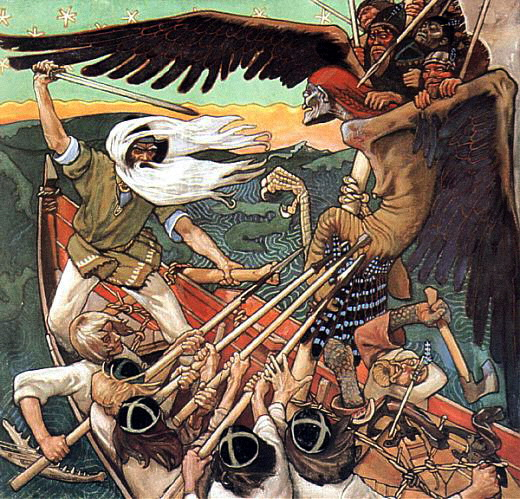
アクセリ・ガッレン＝カッレラ作 「Verdediging van Sampo」 サンポの防衛
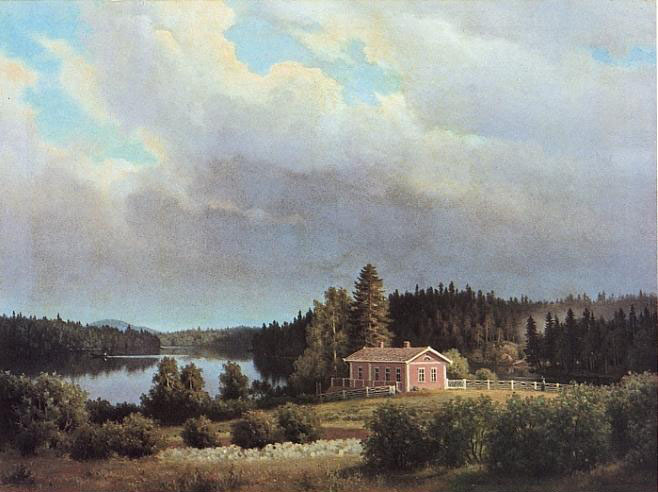
フェルディナンド・フォン・ライト作 「Uitzicht op Hamenlahti」 ハーメンラティの景色
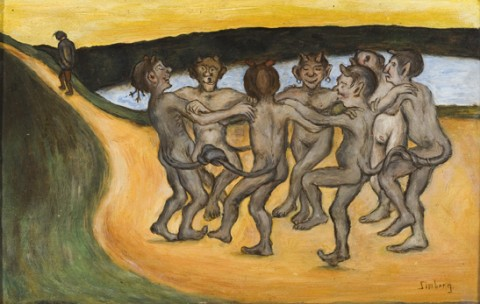
ヒューゴ・シンベリ作「Piiritanssi」 輪舞
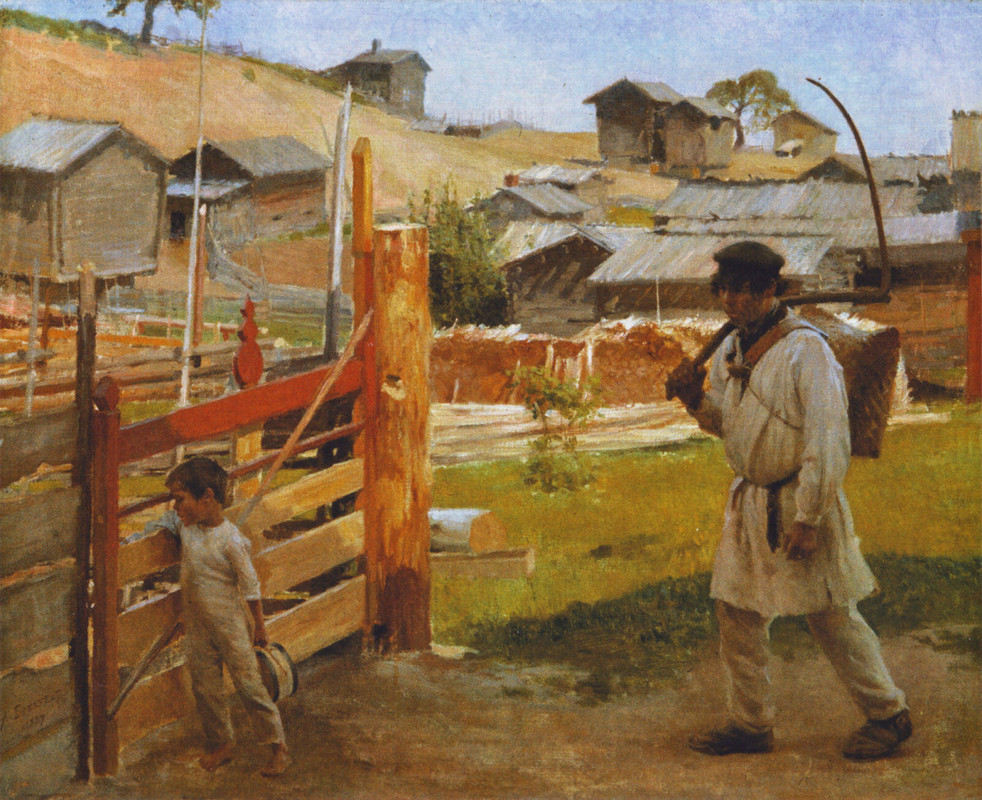
アルベルト・エデルフェルト作 「Veräjällä (Portaan kylästä)」 門のそば (ポルタの村より)
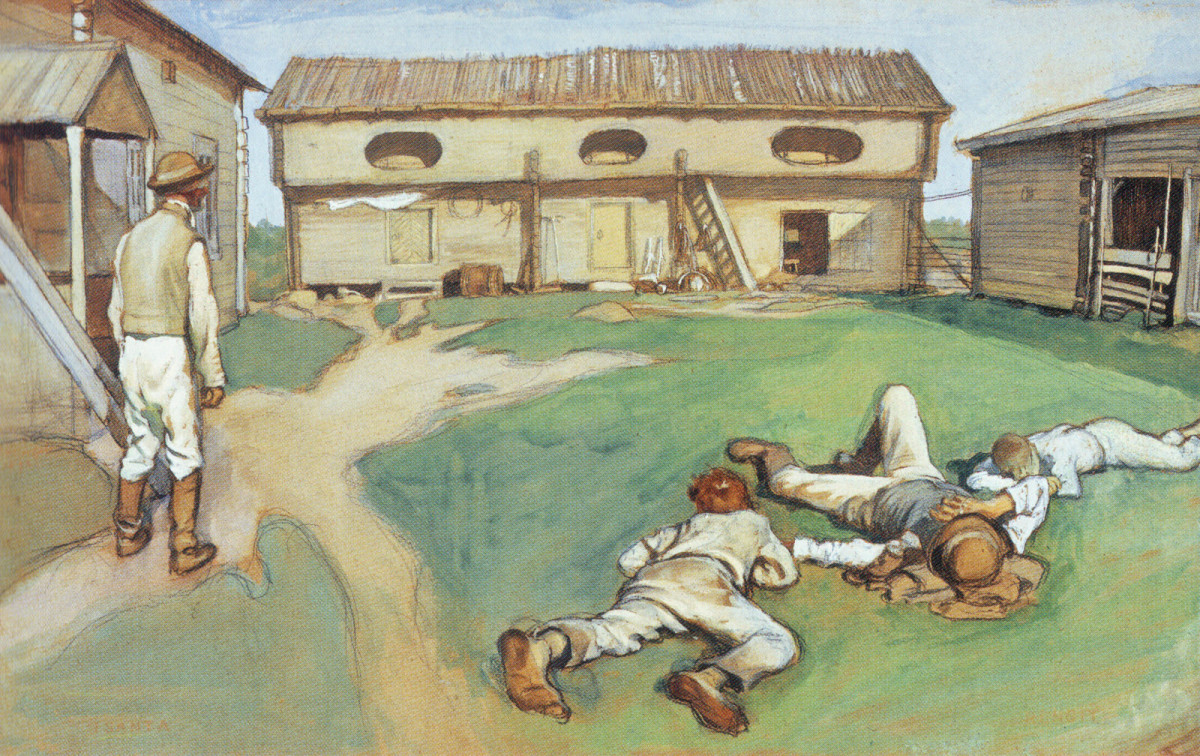
エーロ・ヤルネフェルト作 「Isäntä ja rengit」 主と農奴

## 関連文献
- Suomen museohistoria. Susanna Pettersson & Pauliina Kinanen (編), Helsinki : Suomalaisen Kirjallisuuden Seura, 2010年. ISBN 978-952-222-172-8 OCLC 748286086（フィンランド語）. フィンランド博物館の歴史
- Turun taidemuseo – 101 vuotta nykytaidetta = Åbo konstmuseum ; nutidskonst i 101. Mia Tykkyläinen (編), トゥルク美術館, 2005年. （フィンランド語） OCLC 76851113, ISBN 978-952-9576-37-1. トゥルク美術館-101年の現代美術
- Turun taidemuseo – Turun Taideyhdistyksen kokoelma.  Erik Bergh & Päivi Hovi (編), Konstföreningen i Åbo – Turun Taideyhdistys ry 1984年. （フィンランド語） トゥルク美術館-トゥルク美術館協会のコレクション
- Willner-Rönnholm, Margareta. Taidekoulun arkea ja unelmia – Turun Piirustuskoulu 1830–1981.  Turun maakuntamuseo – トゥルク美術館、1996年. （フィンランド語） ISBN 978-951-595-025-3 OCLC 58214039 絵画学校の日常生活と夢—トゥルク絵画学校 1830-1981
- Turun taideyhdistyksen vuosikertomukset 1939–1945. トゥルク芸術協会1939-1945年次報告書
- Ojanperä, Riitta. Kalevala kuvissa 160 vuotta Kalevalan innoittamaa suomalaista taidetta [exposition, Helsinki, Ateneumin taidemuseo, 27.2. - 9.8.2009, Turun taidemuseo 25.9.2009-10.1.2010, Ateneumin taidemuseo, Valtion taidemuseo, 2009. Helsinki. ISBN 978-951-53-3154-0, OCLC 690343033 （フィンランド語） カレワラから発想を得たフィンランド美術の160年